# Солдат-чарівник
«Солдат-чарівник» — одноактна комічна опера, покладена на музику композитором та відомим шахістом Франсуа-Андре Даніканом Філідором за лібрето Луї Ансома. Вперше її було виконано у Театрі комічної опери у Парижі на свято Святого Лаврентія 14 серпня 1760 року.

## Сюжет
Сцена — вітальня з двоярусним буфетом, виступаючим каміном і столом, накритим зеленим сукном, на якому грають у нарди. Гра в нарди між буржуазною жінкою та її чоловіком є відправною точкою для твору Філідора, який сам був чемпіоном з шахів.
Пан Арган, посварившись із дружиною, іде з дому. Невдовзі туди приходить прокурор і солдат. Солдата поселяють на другому поверсі, а лакея Кріспена посилають по вечерею в ресторан.
Несподівано повертається Арган, вечерю ховають у буфеті, а прокурор залазить у комин. Арган входить до будинку та бачить солдата, який вдає, ніби він чаклун, і дістає з буфету вечерю. Арган боїться її їсти. Потім солдат каже, що викличе чорта в подобі прокурора. Входить власник ресторану забрати платню за вечерю. Його випроваджують, а солдат вичитує мораль подружжю Арганів.

## Персонажі
| Персонаж                   | Актор, який грав у прем'єрі | Діапазон голосу     |
| Пан Арган, буржуа          | Ля Рюет                     | Баритон             |
| Пані Арган, його дружина   | Дешан                       | Сопрано             |
| Кріспен, лакей пана Аргана | Люзі                        | Сопрано             |
| Пан Блудіно, прокурор      | Клерваль                    | Високий контратенор |
| Солдат                     | Паран                       | Баритон             |
| Корчмар                    | Деміньйо                    | Високий контратенор |

## Сприйняття та критика твору
«Солдат-чарівник» Філідора мав успіх. «Літературний оглядач» Лапорта від 15 вересня 1760 року містить такі критичні зауваження: У сцені, де Солдат змушує чоловіка повірити, що вечеря — це справа рук диявола, квартет між дружиною, солдатом, слугою та чоловіком був оцінений як цінний: «Цей квартет виявився найсильнішим у музичній сфері. Ми чуємо діалог із чотирьох частин без плутанини. ; що є великою перевагою таких сцен».
Коли Солдат поновлює свої заклинання і змушує чоловіка повірити, що прокурор, захований у димарі, був втіленням Диявола, щоб чоловік… «помер від страху», прокурор, дружина, камердинер, чоловік і солдат утворюють квінтет, який … був дуже гармонійно написаний".
У 1819 році Іван Котляревський переробив сюжет і переніс дію на землю України, створивши комедію «Москаль-чарівник». Історію її створення Котляревським досліджував Іван Франко в статті 1899 року, посилаючись на матеріал 1893 року.
Опера була двічі перекладена німецькою та один раз чеською.
Опера залишалася забутою на батьківщині, і була знов поставлена у Франції лише 2016 року. Ця постановка мала успіх і її знов поставили 2017 р. у Реймсі.